# Las chicas de hoy en día
Las chicas de hoy en día és una sèrie de televisió, estrenada el 1991 per TVE. Va suposar el debut televisiu del director Fernando Colomo.

## Argument
Nuri i Charo són dues joves vitalistes que comparteixen una aspiració: triomfar en el món de l'espectacle. Per a això decideixen instal·lar-se en Madrid i compartir pis. Les seves personalitats no poden ser més diferents: Nuri, de Barcelona, és sofisticada, culta i refinada. Charo, de Sevilla, és alegre i impulsiva. Juntes travessaran múltiples vicissituds - inclòs un viatge a Nova York - fins a aconseguir el seu somni daurat.

## Repartiment
- Carme Conesa…. Nuria Rocamora
- Diana Peñalver…. Charo Baena
- Juan Echanove…. Julián
- María Luisa Ponte…. Rafaela
- Julieta Serrano…. Chus
- Carmen Balagué…. Cartera
- Florinda Chico…. Marife Baena (mare de Charo)
- Bibi Andersen…. Marilu
- Luisa Veira.... Lolita
- Marisa Paredes…. Manuela Quiñones
- José Antonio Navarro.... Fernando
- Robert Jon Sloane.... Christopher Alexander
- Kiti Mánver…. Adèle
- Antonio Resines…. Javier Delahorca

## Fitxa tècnica
- Direcció: Fernando Colomo
- Producció: Ana Huete
- Guions: Fernando Colomo i Joaquín Oristrell
- Música: Bernardo Fúster, Luis Mendo
- Fotografia: Javier G. Salmones
- Muntatge: Miguel Ángel Santamaría
- Direcció artística: Matthew Ebert
- Disseny de vestuari: Lala Huete
- Maquillatge: Ana López Puigcerver
- Assistent del Director: Frida Torresblanco
- So: Bernardo Menz

## Llista d'episodis
- Capítol 1: Se conocen -

16 de setembre de 1991
- - Remedios Castillo
  - Carmen Cervera
  - Joaquín Climent
  - Carlos Hipólito
  - Manuel Huete
  - Santiago Lajusticia
  - Pilar Massa
  - Juan Polanco
  - Nathalie Seseña
  - Enrique Simón
  - Begoña Valle
- Capítol 2: Se buscan la vida -

23 de setembre de 1991
- - Itziar Álvarez
  - Ángel de Andrés López
  - Pablo Colomo
  - Verónica Forqué
  - Ana Labordeta
  - Francisco Maestre
  - Virginia Mataix
  - Fausto Moreno
- Capítol 3: El problema de la vivienda -

30 de setembre de 1991
- Capítol 4: Las violaciones -[3]

7 d'octubre de 1991
- - Juan Carlos Alonso
  - Inma Barrionuevo
  - María José Barroso
  - Josefina Calatayud
  - Asunción Díaz
  - Vicente Díez
  - José Ángel Egido
  - María Elena Flores
  - Ana Frau
  - Ángeles Martín
  - Ángel Mora
  - Gustavo Pérez de Ayala
  - Ana Sáez
  - César Sánchez
- Capítol 5: La tele -

14 d'octubre de 1991
- - Lola Baldrich
  - Pilar Barrera
  - José Carlos Castro
  - Ana Goya
  - Inmaculada Jimena
  - Chema Muñoz
- Capítol 6: Las exclusivas -

21 d'octubre de 1991
- - Bibiana Fernández
  - José Lifante
  - Pilar Massa
  - Gloria Muñoz
  - José Sancho
- Capítol 7: Las dietas -

28 d'octubre de 1991
- - Marta Fernández Muro
  - Ana Frau
  - Gabriel Latorre
  - Luisa F. López
  - Inmaculada Machado
- Capítol 8: El teatro de calle -

4 de novembre de 1991
- - Juan Carlos Alonso
  - Mari Carmen Alvarado
  - Agustín Bescos
  - Florinda Chico
  - Félix Cubero
  - Gabriel Garbisu
  - Marco Aurelio González
  - Miguel A. Gredilla
  - Mercedes Hoyos
  - Manuel Huete
  - Pedro Luis Lavilla
  - Joaquín Notario
  - Gustavo Pérez de Ayala
  - Joan Potau
  - John Strasberg
- Capítol 9: Las casas discográficas -

11 de novembre de 1991
- - Javier Gurruchaga
- Capítol 10: La primavera -

18 de novembre de 1991
- - Victoria Abril
  - Roberto Cairo
  - Ana Frau
  - Inmaculada Machado
  - Antonio Orengo
  - Antonio Valero
- Capítol 11: Las vacaciones -

25 de novembre de 1991
- - Pere Anglas
  - José María Cañete
  - Imma Colomer
  - Josep Linuesa
  - Francesc Lucchetti
  - Isabel Ordaz
  - Mariano Barroso
- Capítol 12: Estudian idiomas -

2 de desembre de 1991
- - Pilar Massa
  - Michele McCain
  - Nathalie Seseña
  - Isabel Vega
- Capítol 13: El gran papel -

9 de desembre de 1991
- - Fernando Colomo
  - Alberto Jiménez
  - Felipe Vélez
- Capítol 14: Dan el salto -

16 de desembre de 1991
- - José G. de Castrillón
  - Julio Escalada
  - Ana Frau
  - Inmaculada Machado
  - Francisco Maestre
  - Pilar Massa
  - Constantino Romero
- Capítol 15: La gran manzana -

23 de desembre de 1991
- - Drew Eliot
  - Anibal O. Lleras
  - Gerald Orange
  - Sixto Ramos
- Capítol 16: El método Christopher -

30 de desembre de 1991
- - Richard DeDomenico
- Capítol 17: Las sublimes decisiones -

6 de gener de 1992
- - Patricia Cisarano
  - Christofer de Oni
  - Gerald Orange
  - Carmen Rivera
  - Alina Troyano
- Capítol 18: Hogar dulce hogar -

13 de gener de 1992
- - Pilar Bardem
  - Jesús Bonilla
  - Pedro del Río
  - Luisa Martín
  - Jorge Roelas
  - Andrej Skandera
  - Manuel Zarzo
- Capítol 19: Un novio que es una joya -

20 de gener de 1992
- - Pedro del Río
  - Pau Riba
  - Andrej Skandera
- Capítol 20: Marcan el paso -

27 de gener de 1992
- - Lola Baldrich
  - Pedro del Río
  - Alfonso Godá
  - Àngels Gonyalons
  - Miguel A. Gredilla
  - Andrej Skandera
  - Walter Vidarte
- Capítol 21: La Marcha Real -

3 de febrer de 1992
- - Pedro del Río
  - Vicente Parra
  - Mercè Pons
  - Andrej Skandera
- Capítol 22: Las almas gemelas -

10 de febrer de 1992
- - Beatriz Bergamín
  - Francisco Jambrina
  - María José Lebrero
  - Jesus Nebot
  - Andrej Skandera
- Capítol 23: El precio de la fama -

17 de febrer de 1992
- - Pedro del Río
  - Tina Sáinz
- Capítol 24: Las terapias de grupo -

24 de febrer de 1992
- - Pedro del Río
  - Santiago Ramos
  - Isabel Serrano
  - Andrej Skandera
- Capítol 25: El peso de la ley -

2 de març de 1992
- - Beatriz Bergamín
  - Pedro del Río
  - José María Pou
  - Tina Sáinz
  - Andrej Skandera
- Capítol 26: La vida por delante -

9 de març de 1992
- - Carmelo Alcántara
  - José María Cañete
  - Imma Colomer
  - Pedro del Río
  - Ana Goya
  - Malena Gutiérrez
  - Javier Martín
  - Joaquín Notario
  - Gracia Olayo
  - Pepo Oliva
  - Andrej Skandera
  - Consuelo Trujillo

## Premis
- Fotogramas de Plata 1991
  - Juan Echanove. (Millor Actor de televisió).
  - Carme Conesa. (Millor Actriu de televisió).
  - Diana Peñalver. Nominada a la Millor Actriu de televisió.
- I Premis de la Unión de Actores (1991):
  - Diana Peñalver. (Protagonista TV)
  - Juan Echanove. (Secundari TV).
  - Carmen Conesa. Premi Revelació.
- TP d'Or 1991 (1991):
  - Nominada com a Millor Sèrie Nacional.